# Anogramma novogaliciana
Anogramma novogaliciana är en kantbräkenväxtart som beskrevs av John T. Mickel. Anogramma novogaliciana ingår i släktet Anogramma och familjen Pteridaceae. Inga underarter finns listade.